# Февральские события в Чехословакии

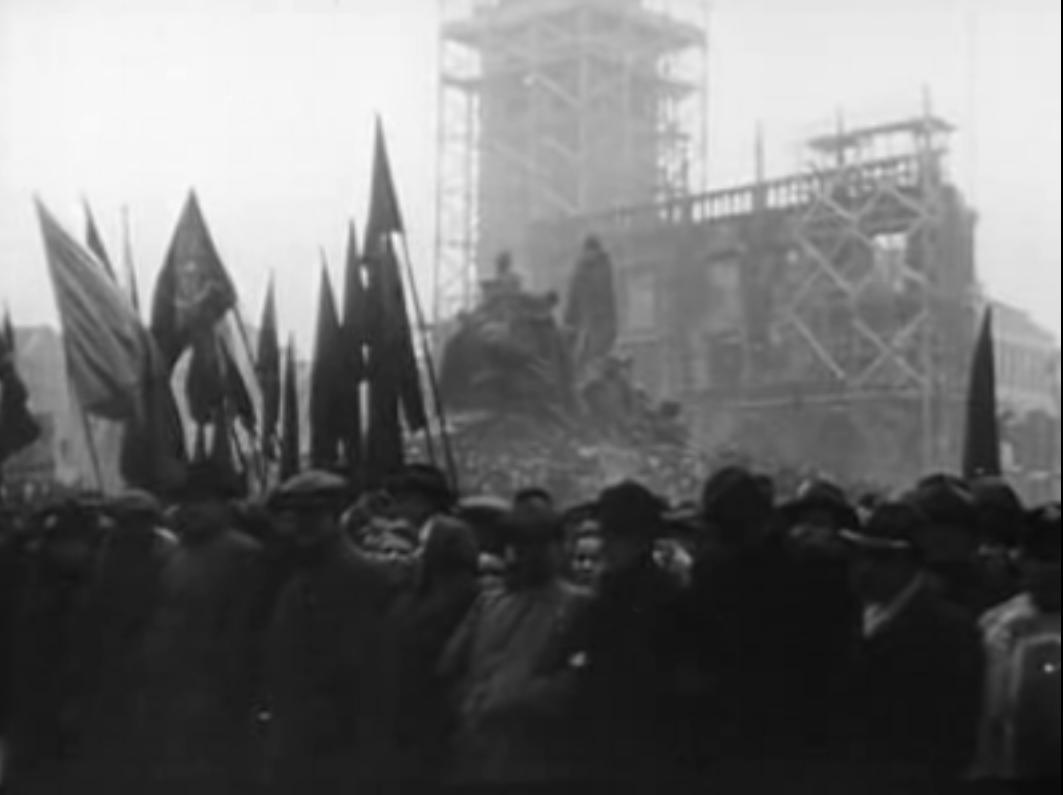
Демонстрация сторонников КПЧ на Староместской площади

Февральские события в Чехословакии (1948), также Победный февраль (чеш. Vítězný únor, словац. Víťazný február; чеш. Únor 1948, словац. Február 1948) — политические события 20—25 февраля 1948 года в Чехословакии, в результате которых Коммунистическая партия Чехословакии заняла ведущие позиции в политической системе страны при формальном  сохранении Конституции   и многопартийной системы, а также без смены президента (социал-демократ Эдвард Бенеш) и премьер-министра (коммунист Клемент Готвальд).

## Предшествующие события
Ключевым решением в вопросе заграничной политики третьей республики являлось непринятие плана Маршалла. Чехословацкое правительство решило отказаться от предложенной американской экономической помощи по результатам московских переговоров, которые состоялись в июле 1947. Решающая встреча состоялась у Сталина, Молотова и Бодрова с премьером Готтвальдом, министром иностранных дел Масариком, министром юстиции Дртиной, генеральным секретарём МИД Арноштом Гейдрихом и чехословацким послом в Москве Иржи Гораком.
Отказом от плана Маршалла Чехословакия демонстративно причислила себя к советской сфере влияния. Несмотря на это Кремль относился к развитию Чехословакии скорее пессимистически и советское руководство во главе со Сталиным и Берией тайно отправило в январе 1948 в Прагу особую бригаду КГБ специального назначения под руководством многолетнего руководящего сотрудника КГБ генерала Павла Судоплатова. В бригаде насчитывалось 400 человек в штатском. Группа была привезена с целью поддержки коммунистов и охраны Клемента Готтвальда. Судоплатов перед своим отъездом в январе 1948 был инструктирован министром иностранных дел Молотовым об организации тайной встречи с президентом Бенешем, чтобы предложить ему достойно покинуть свой пост и передать власть Готтвальду. В случае отказа советское руководство было готово начать выпускать сообщения, компрометирующие Бенеша.

## Правительственный кризис
В феврале 1948 года коалиционный кабинет (сформирован в 1946 году, премьер-министр Клемент Готвальд), в который входили члены всех крупных партий республики, претерпел острый политический кризис. Причиной его стало требование представителей Национально-социалистической партии предоставить отчёт о действиях МВД, возглавляемого членом президиума ЦК Коммунистической партии Вацлавом Носеком, поскольку его действия были сочтены попыткой провести политически мотивированную чистку личного состава. (13 февраля 1948 г. из МВД были уволены восемь старших офицеров-некоммунистов). Когда МВД отказалось выполнить указания кабинета, министры от Национально-социалистической, Народной и Демократической партии подали в отставку, предполагая тем самым повлечь роспуск правительства и новые выборы. Однако Социал-демократическая партия это решение не поддержала, и два беспартийных министра тоже, и, таким образом, поскольку покинули свои посты лишь 12 из 26 членов кабинета, правительство, которое тогда возглавлял коммунист Клемент Готвальд, сохранило свои полномочия, и премьер-министр потребовал от президента Бенеша мандат на замещение выбывших министров новыми.

## Политический кризис
Воспользовавшись моментом, компартия перешла в наступление, организовав по всей стране массовые митинги и стачки в поддержку своей точки зрения. Наиболее крупным мероприятием стал митинг на Староместской площади в Праге 21 февраля, когда, несмотря на аномально холодную для региона погоду (минус 25 градусов), собралось более 100 000 человек. 24 февраля состоялась одночасовая забастовка в поддержку коммунистов, в которой участвовало свыше 2 500 000 человек. 25 февраля на улицы Праги были выведены вооружённые отряды компартии под командованием Йозефа Павела, Иозефа Смрковского и Франтишека Кригеля, ранее взявшие под контроль ключевые объекты столицы. После жарких дискуссий Социал-демократическая партия встала на сторону коммунистов, а по ходу дела сменилось руководство и в Национально-социалистической и Народной партиях, где восторжествовали сторонники союза с компартией.

## Последствия
Под сильным давлением и под угрозой новой всеобщей забастовки Бенеш вынужден был принять отставку кабинета и утвердить новый состав правительства, в котором 11 постов занимали коммунисты. 27 февраля новое правительство было приведено к присяге.
Вслед за этим начались гонения на оппозиционеров, порядка 250 000 членов оппозиционных партий лишились работы и порядка 3000 человек вынуждены были эмигрировать. Корпус национальной безопасности и Служба госбезопасности окончательно превратились в инструмент политики КПЧ под руководством министра внутренних дел Вацлава Носека и его заместителя Йиндржиха Веселы.
Вопреки бытующему мнению о причастности Советской армии к событиям февраля, на территории Чехословакии в тот момент вообще отсутствовали подразделения советских войск, и, несмотря на просьбы Готвальда, СССР отказался даже провести манёвры в пограничной зоне.
До февраля 1948 года Чехословакия оставалась последним восточноевропейским государством из освобождённых Красной Армией от немецко-фашистских захватчиков, где у власти не находилось полностью коммунистическое правительство. Считается, что это событие оказало серьёзное влияние на послевоенное устройство Европы и разделение её на блоки капиталистических и социалистических государств.

## Реакция международного сообщества
В 1948 году в Совете Безопасности ООН состоялось 9 заседаний по чехословацкому вопросу, где большинство западных государств осудили коммунистический переворот. Постоянный представитель Великобритании при ООН Кадоган на заседании 22 марта отметил:

Одна за другой смежные с СССР страны подпали под жестокую власть коммунистического меньшинства…

В других странах мы наблюдали тот же самый процесс, когда хорошо организованное меньшинство захватывало власть, производило чистку всех противящихся ему элементов, упраздняло демократический образ правления, отменяло все обычные свободы и создавало полицейское государство по определённому образцу. То, что произошло в прошлом месяце в Чехословакии, случилось ещё раньше в Румынии, Болгарии, Албании, Венгрии и Польше. В нарушение сделанных в Ялте торжественных международных обещаний о том, что всюду будет введён свободный демократический образ правления, во всех этих странах все партии, кроме коммунистической, были постепенно или сразу ликвидированы.

## Оценки в историографии
Как и в отношении Октябрьской социалистической революции в России, события февраля 1948 года в Чехословакии имеют широкий спектр оценок. Примером диапазона их разброса являются следующие:
- Февральские события 1948 года являлись коммунистическим переворотом в Чехословакии, осуществлённым Коммунистической партией Чехословакии.
- Февральские события 1948 года являлись одним из этапов развития национально-демократической революции в Чехословакии[14] — специфической формы мирного перехода к социализму, с использованием конституционного механизма буржуазной демократии. В конкретных политических условиях Чехословакии эти события представляли собой «безуспешную попытку… буржуазной реакции (руководство Национально-социалистической, Народной и словацкой Демократической партий) осуществить контрреволюционный переворот, свергнуть народно-демократический строй и реставрировать в стране капитализм»[15].
- В условиях многопартийной системы КПЧ выступала в февральских событиях не единолично, а в составе коалиции с Социалистической партией и беспартийными министрами, которые не поддержали инициативу чешских национал-социалистов и союзных им на тот момент народников и словацких демократов спровоцировать политический кризис.
- «Буржуазная республика» не была свергнута. Президент и премьер остались на местах; было заменено менее половины правительства, причём ушедшие из него сделали это по собственному желанию.
- Вплоть до принятия Конституции 11 июля 1960 года Чехословакия по своему Основному закону не являлась социалистической республикой. Экономика Чехословацкой республики (как она продолжала называться) оставалась многоукладной, с наличием частной собственности.
- Понятие «диктатуры пролетариата» к Чехословакии как стране народной демократии неприменимо. «Важнейшим отличием народно-демократической революции является характер устанавливаемой ею государственной власти — революционно-демократической диктатуры революционных классов, руководимых пролетариатом»[16].